# Больцано
Больца́но (итал. Bolzano [bolˈtsaːno]) или Бо́цен (нем. Bozen [ˈboːtsn̩], бав. Bozn, ладинск. Bulsan/Balsan, лат. Bauzanum) — город в итальянской области Трентино-Альто-Адидже, столица и административный центр автономной провинции Больцано.
Согласно переписи 2011 года, население города Больцано составляют на 73,3 % итальянцы, на 25,02 % немцы и на 0,68 % ладины.

## История

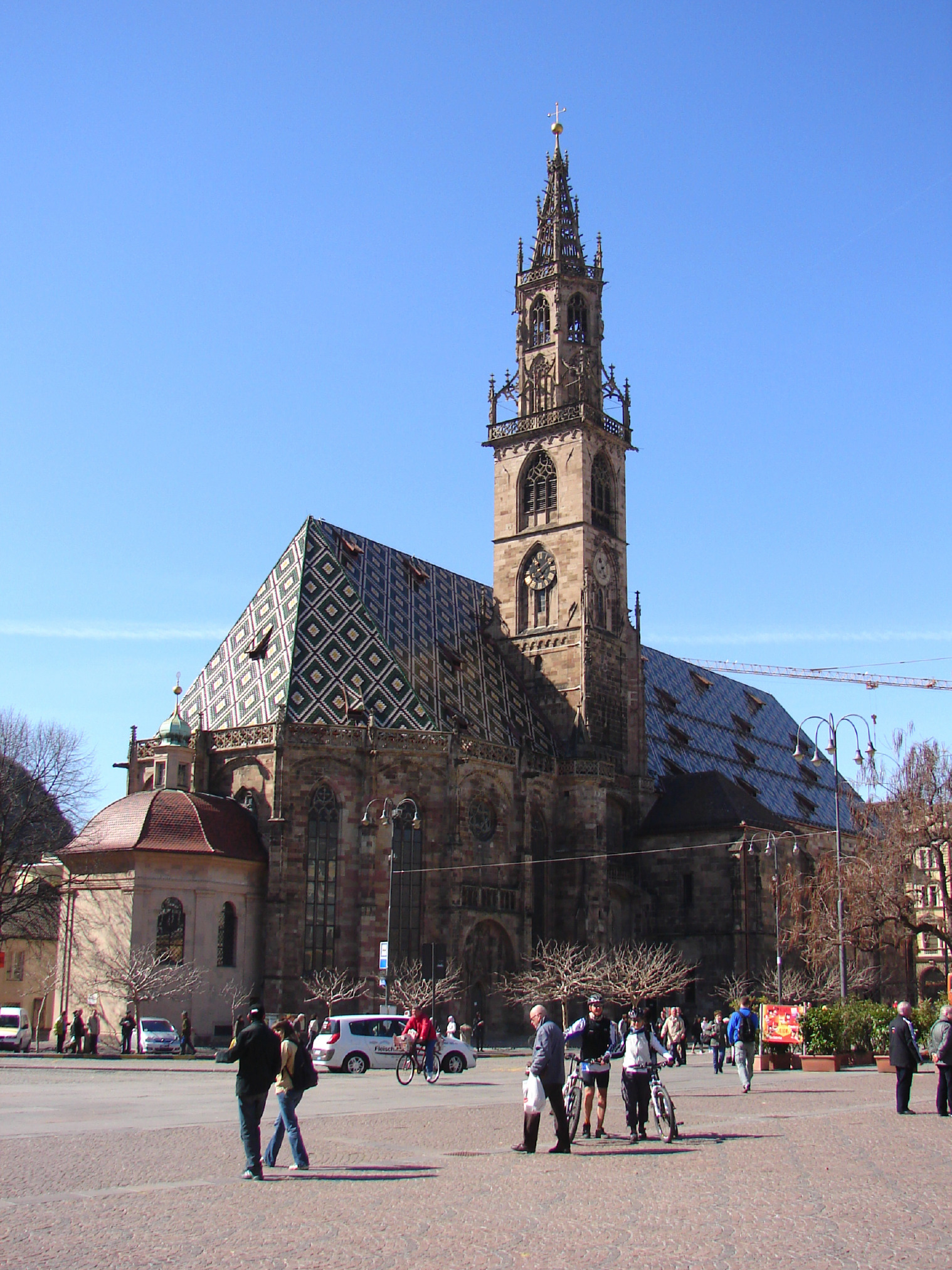
Кафедральный собор Больцано

Жителей провинции Больцано разделяются на три языковые группы. В городе Больцано 73,80 % жителей говорят по-итальянски, 26 % — по-немецки и небольшой процент по-ладински. Это отличает город, как и Мерано (итальянскоязычные в нем составляют 49,06 % населения), от бо́льшей части населённых пунктов одноименной провинции, где немецкоязычные статистически доминируют над двумя остальными языковыми группами населения, кроме коммун Больцано, Лайвес (71,50 %), Бронцоло (62,01 %), Салорно (61,85 %) и Вадена (61,50 %), в которых большинство население говорит по-итальянски. У большинства населения коммун долин Валь-Гардена и Валь-Бадиа родной язык ладинский.
В древности на месте Больцано находились необитаемые болота. В 15 г до н. э. Друз, приемный сын императора Августа, подчинил себе долины Адидже и Изарко и построил здесь мост и сторожевой пост. После падения Римской империи эта территория переходила к остготам, франкам, лангобардам и баварам.
В XI веке император Конрад II подарил эти земли епископу Тренто Ульдерико II. Город был построен в течение XII-XIII вв., в 1227 году он отошел к Тирольскому графству, а в 1366 году — к Габсбургам.
Средневековая застройка города сохранилась почти до середины XVIII века, когда архитектору Себастьяну Альтману из Мюнхена поручили разработать проект новых районов.
В историческом центре Больцано множество архитектурных памятников, а площадь Вальтер, построенная в 1808 году и названная в честь Вальтера фон дер Фогельвейде, самого известного средневекового германского поэта (1170—1230), является сердцем города.
На юго-западной стороне площади возвышается готический кафедральный собор. Его начали строить в 1295 году в романском стиле ломбардские рабочие, продолжили строительство в готическом стиле в 1340 году рабочие из Швабии, а закончилась работа в первом десятилетии XV века. Колокольня высотой 65 м — работа швабского архитектора и скульптора Ганса Лутца фон Шуссенрида (1501—1519).
У горы Колле возвышается каменный шпиль Вирголо, на котором находится барочная церковь Кальварии (1684). Чуть выше стоит старая церковь Св. Вигилия, относящаяся к XII веку, которая сейчас закрыта.
В 1921 году в городе произошло нападение чернорубашечников на праздничный парад, что вошло в историю как кровавое воскресенье.
Сооружённый в конце 1920-х гг. в рамках политики итальянизации региона Монумент победы в Больцано долгое время воспринимался как провокация немецкоязычным населением, пока в 2000-е гг. в нём не разместили выставку, рассказывающую о непростой истории взаимоотношения итальяноязычной и немецкоязычной частей населения в регионе.
В местном Археологическом музее находится т. н. «Симилаунский человек», мумия, которой приблизительно 5300 лет, найденная в 1991 году на леднике Симилаун.
В 1997 году был основан Свободный университет Больцано, преподавание в котором ведётся на итальянском, немецком и английском языках.

## Климат
В Больцано горный климат с прохладной зимой и жарким летом.
| Показатель                    | Янв. | Фев. | Март | Апр. | Май  | Июнь | Июль | Авг. | Сен. | Окт. | Нояб. | Дек. | Год   |
| ----------------------------- | ---- | ---- | ---- | ---- | ---- | ---- | ---- | ---- | ---- | ---- | ----- | ---- | ----- |
| Средний суточный максимум, °C | 5,9  | 9,3  | 14,6 | 18,8 | 23,2 | 26,8 | 29,2 | 28,3 | 24,8 | 18,7 | 11,0  | 6,5  | 18,1  |
| Средний суточный минимум, °C  | −5,4 | −2,4 | 1,5  | 5,3  | 9,2  | 12,7 | 14,8 | 14,5 | 11,2 | 5,5  | −0,3  | −4,4 | 5,2   |
| Норма осадков, мм             | 25,6 | 26,4 | 44,6 | 52,6 | 82,2 | 80,6 | 92,5 | 92   | 67,3 | 56,5 | 54,7  | 26,6 | 701,6 |
| Источник: meteoAM             |      |      |      |      |      |      |      |      |      |      |       |      |       |

## Культура
Покровительницей города почитается Пресвятая Богородица. 15 августа в Больцано особо празднуется Успение Пресвятой Богородицы.
С 1949 по 2000 год в городе проходил ежегодный, а позднее по настоящее время раз в 2 года конкурс пианистов имени Ферруччо Бузони.
С 2007 года проходит ежегодный фестиваль джаза «Südtirol Jazzfestival Alto Adige», в котором принимают участия звезды джаза со всего мира и итальянские музыканты и коллективы.

## Города-побратимы
- Дахау, Германия
- Ла-Пас, Боливия
- Маратеа, Италия
- Шопрон, Венгрия (с 1990)[6]
- Эрланген, Германия (с 2018)[7]

## Известные уроженцы Больцано
- Антонио Пазинато (род. 1935), итальянский футболист и футбольный тренер.
- Эберле, Сириус (1844—1903) — немецкий скульптор и художник.